# Lactarius deliciosus
Lactarius deliciosus là một loại nấm thuộc chi Lactarius trong bộ Russulales. Lactarius deliciosus có nguồn gốc từ châu Âu nhưng đã vô tình được du nhập vào các quốc gia khác cùng với cây thông khi Lactarius deliciosus cộng sinh với thông. Lactarius deliciosus có thể được tìm thấy mọc trong các đồn điền thông. Một bức bích họa ở thị trấn Herculaneum, một trong những tác phẩm nghệ thuật sớm nhất minh họa một loài nấm, dường như mô tả loài Lactarius deliciosus.

## Phân loại
Carl Linnaeus đã mô tả loài này trong tập hai của Species Plantarum vào năm 1753, trong đó ông đã đặt tên cho loài nấm này là Agaricus deliciosus, bắt nguồn từ tiếng Latinh là deliciosus, có nghĩa là "ngon". Linnaeus được cho là đã đặt tên cho loài đó sau khi ngửi và cho rằng loài nấm đó có vị ngon, nhưng ông có lẽ đã nhầm lẫn loài nấm này với nắp sữa Địa Trung Hải. Vào năm 1801, nhà nấm học người Hà Lan Christian Hendrik Persoon đã thêm loài này vào chi Lactifluus, sau đó vào năm 1821, nhà nấm học người Anh Samuel Frederick Grey đặt Lactarius deliciosus vào chi Lactarius trong cuốn The Natural Arrangement of British Plants.